# Sint-Jan-Berchmanskerk (Mechelen)

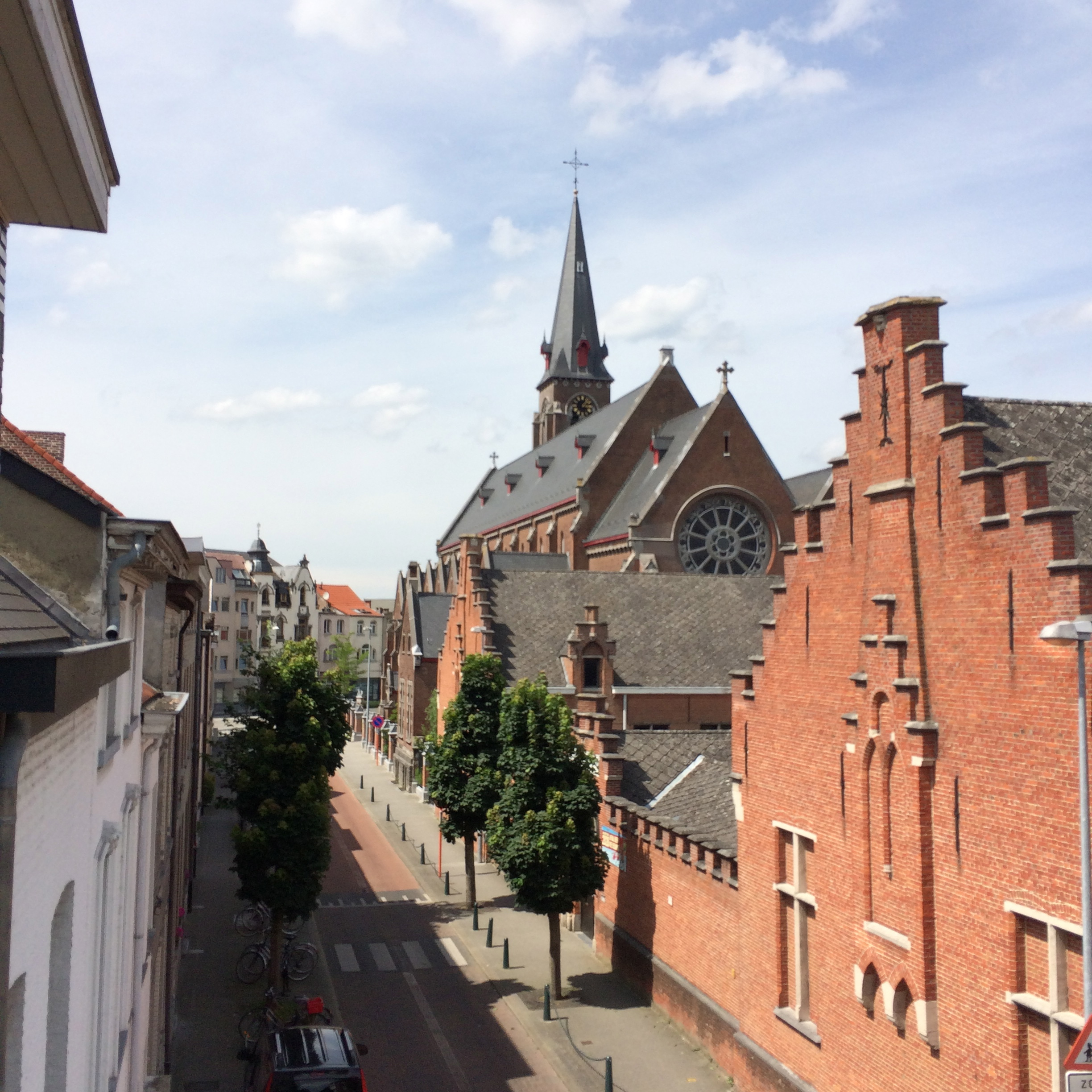
Sint-Jan-Berchmanskerk

De Sint-Jan-Berchmanskerk is een parochiekerk in de Antwerpse stad Mechelen, gelegen aan de Brusselsesteenweg 51.

## Geschiedenis
Vanaf 1840 beleefde Mechelen een aanzienlijke groei, vooral ook buiten de binnenstad. Een van de buitenwijken ontstond rond de Brusselsesteenweg, die een belangrijke uitvalsweg was. Om de daar wonende bevolking voor de kerk te behouden werden nieuwe parochies gesticht. In 1890 betrof dit de Sint-Jan Berchmansparochie. In de hierop volgende jaren ontstonden ook een aantal scholen. Van 1910-1912 werd een kerk gebouwd naar ontwerp van Henri Meyns.

## Gebouw
Het betreft een driebeukige bakstenen kerk in neogotische stijl die naar het zuidoosten is georiënteerd. De naastgebouwde toren heeft vier geledingen. De zijbeuken hebben per travee een puntgevel.

## Interieur
Het neogotisch kerkmeubilair is van 1911 en werd vervaardigd door Jan Gerrits.